# Godert Willem de Vos van Steenwijk (1934)
Godert Willem baron de Vos van Steenwijk (Berlijn, 27 juni 1934) was een Nederlands ambassadeur.

## Biografie
De Vos van Steenwijk werd geboren in Berlijn als zoon van zijn gelijknamige vader en zijn Duitse moeder Ursula Freiin von Richthofen. Hij behaalde, na zijn gymnasiumopleiding en militaire diensttijd in Nederland te hebben verricht, in Genève zijn licentiaat ès sciences politiques aan het Institut de Hautes Études Internationales. In 1958 trouwde hij Clara Jacqueline Leila Louise barones van Pallandt. Met haar en hun eerstgeborene vertrok hij het jaar daarop naar India als correspondent voor de Nieuwe Rotterdamsche Courant. In 1964 werd hij toegelaten tot de opleiding voor de Buitenlandse Dienst. In 1966 vertrok het gezin, met inmiddels vier kinderen, naar Tokio waar hij voor zijn eerste uitzending aantrad op de ambassade, die toen onder leiding stond van de vermaarde sinoloog Robbert van Gulik. Achtereenvolgens was hij werkzaam in Parijs, Genève, Paramaribo, op het ministerie in Den Haag, en vanaf 1983 als ambassadeur in Boedapest, Jakarta, Ottawa en Moskou.
Godert Willem maakte onder meer naam als Nederlands gedelegeerde aan de Conferentie voor Veiligheid en Samenwerking in Europa (1973-1975). Hier was hij belast met de verdediging van de Nederlandse voorstellen in de zogeheten Eerste Mand, waar de ‘beginselen van goed interstatelijk gedrag’ tussen het democratische Westen en het communistische Oosten werden geredigeerd. De uiteindelijk doeltreffende Nederlandse onderhandelingstactiek, die het nogal eens ontbrak aan steun  vanuit de westelijke gelederen, bracht tot verwondering van de Franse delegatieleider bien plus que vous n’aurez pu espérer. Vasthoudendheid en diplomatie brachten De Vos ook succes bij de onderhandelingen over de ‘vertrouwen wekkende maatregelen’ op militair gebied.
Beroering in de Tweede Kamer en aandacht in de media kreeg hij toen een vertrouwelijk achtergrondgesprek met de NRC-correspondent in Moskou, tegen de afspraak, in diens krant verscheen. De Vos had van meet af geadviseerd tegen een uitbreiding van de NAVO met de voormalige Oost-Europese lidstaten van het Warschau Pact. Niet alleen omdat dit tegen de stilzwijgende afspraak met Moskou was toen de Sovjet-Unie uiteen viel, maar omdat het de agressieve Russische achterdocht onnodig zou voeden en het strategische risico’s inhield die de NAVO niet bereid zou zijn gewapenderhand het hoofd te bieden, was zijn mening. Pas later, nadat de uitbreiding had plaats gevonden zou de steekhoudendheid van zijn advies worden erkend.
Na zijn pensionering heeft De Vos zich met zijn echtgenote teruggetrokken op het Huize Voorwijk en zich toegelegd op het beheer van de paarden en vee. Zijn belangstelling voor de internationale politiek weerklinkt in zijn periodieke bijdragen voor de provinciale pers.